# Étienne-Jean-François Borderies

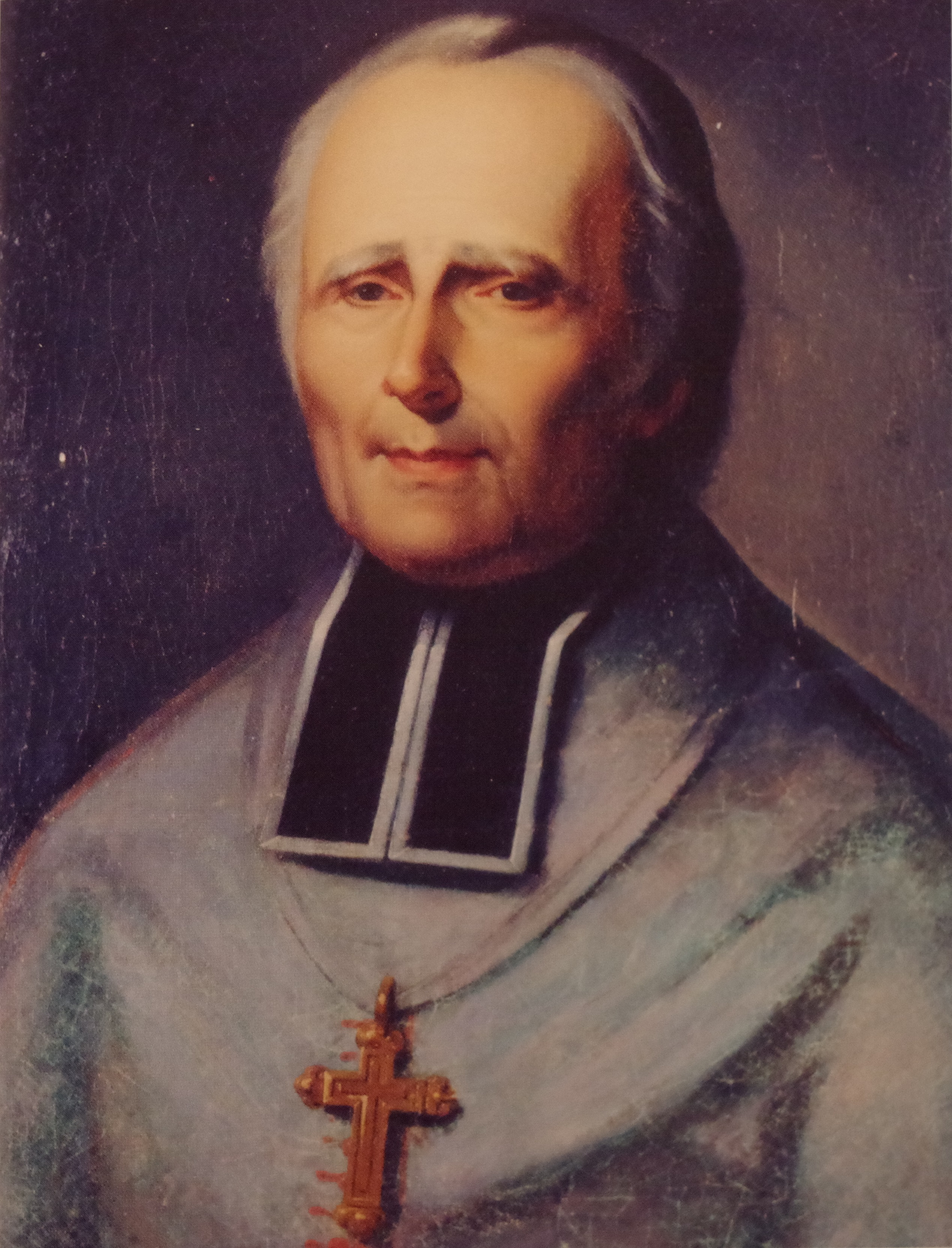
Étienne-Jean-François Borderies

Wappen von Étienne-Jean-François Borderies als Bischof von Versailles

Étienne-Jean-François Borderies (* 24. Januar 1764 in Montauban; † 4. August 1832 in Versailles) war ein französischer römisch-katholischer Bischof und geistlicher Dichter.

## Leben und Werk
Am 8. März 1788 empfing Borderies das Sakrament der Priesterweihe. Während der Französischen Revolution ging er nach London ins Exil und kehrte 1795 wieder nach Frankreich zurück. Dort führte er an der Sainte-Chapelle in Paris den katholischen Ritus wieder ein. 1802 wurde er Vikar an der Kirche Saint-Thomas-d’Aquin, 1819 Generalvikar der Diözese Paris und Archidiakon von Saint-Denis. Am 8. April 1827 von Karl X. zum Bischof von Versailles ernannt und am 25. Juni desselben Jahres von Papst Leo XII. bestätigt, empfing er am 29. Juli 1827 die Bischofsweihe durch den Erzbischof von Paris, Hyacinthe-Louis de Quélen. Mitkonsekratoren waren der Bischof von Rodez, Charles-André-Toussaint-Bruno de Ramond-Lalande, und der Bischof von Chartres, Claude-Hippolyte Clausel de Montals. Er reformierte das Priesterseminar seiner Diözese, gab deren liturgische Bücher neu heraus und verfasste einen Katechismus, der in 29 Auflagen erschien. 
Besondere Bekanntheit hat Borderies bis heute durch seine vermutete Mitautorschaft am populären Weihnachtslied Adeste fideles, das in Deutschland in der Übersetzung Herbei, o ihr Gläub’gen von Friedrich Heinrich Ranke (Evangelisches Gesangbuch, Nr. 45) oder Nun freut euch, ihr Christen von Joseph Hermann Mohr (Gotteslob, Nr. 241) gesungen wird. Jedenfalls findet sich eine bestimmte lateinische Fassung des Liedes, die mit der Textfassung bei John Francis Wade 1751 nur in der ersten Strophe übereinstimmt, in den von Borderies herausgegebenen liturgischen Büchern. Borderies’ Biograph Félix Dupanloup schloss daraus, dass nur Borderies als Autor in Frage komme. Die Indizien dafür sind allerdings schwach, denn Borderies hatte sich zu den ihm selbst stammenden liturgischen Werken im Detail geäußert, Adeste fideles aber nie als sein eigenes Werk angegeben. Die älteste bekannte Quelle der fraglichen Fassung ist das Office de Saint Omer 1822.